# Wendisch Priborn
Wendisch Priborn este o comună din landul Mecklenburg-Pomerania Inferioară, Germania.